# Serie A 1917 (pallapugno)
La Serie A di pallapugno 1917 è stata il quinto campionato italiano di pallapugno. Si è svolta nell'estate del 1917 e la vittoria finale è andata per la prima volta alla squadra di Torino, capitanata da Domenico Gay, al suo primo scudetto.

## Regolamento
Secondo i documenti reperibili le squadre iscritte disputarono sette incontri di qualificazione e la finale. Tutti gli incontri si svolsero allo Sferisterio Umberto I di Torino.

## Squadre partecipanti
Parteciparono al torneo cinque società sportive italiane provenienti dal Piemonte.
| Squadra            | Provenienza | Campionati di Serie A | Risultato 1915 |
| ------------------ | ----------- | --------------------- | -------------- |
| Asti               | Piemonte    | 1                     | 3° in Serie A  |
| Bra                | Piemonte    | 1                     | 4° in Serie A  |
| Caramagna Piemonte | Piemonte    | Esordio               | -              |
| San Damiano d'Asti | Piemonte    | 1                     | 4° in Serie A  |
| Torino             | Piemonte    | 1                     | -              |

## Formazioni
| Squadra            | Battitore          | Spalla    | Terzini               |
| ------------------ | ------------------ | --------- | --------------------- |
| Asti               | Aresca             | ?         | ?                     |
| Bra                | Pierino Bonsignore | ?         | ?                     |
| Caramagna Piemonte | Borda              | Caramagna | ?                     |
| San Damiano d'Asti | Maccagno           | Pollone   | ?                     |
| Torino             | Domenico Gay       | Luigi Gay | Paolo Gay, Silvio Gay |

## Torneo

### Qualificazioni

#### Risultati
| Bra - Asti           | 7 - 4 |
| Torino - Caramagna   | 7 - 4 |
| Asti - San Damiano   | 7 - ? |
| Bra - Asti           | 7 - 5 |
| Torino - San Damiano | 7 - 3 |
| Bra - Caramagna      | 7 - 6 |
| San Damiano - Asti   | 7 - 2 |

#### Classifica
| Pos. | Squadra     | P | G | V | P | GV | GP | DG |
| 1    | Bra         | 3 | 3 | 3 | 0 | 21 | 15 | +6 |
| 2    | Torino      | 2 | 2 | 2 | 0 | 14 | 7  | +7 |
| 3    | Asti        | 1 | 4 | 1 | 3 | 18 | ?  | ?  |
| 4    | Caramagna   | 0 | 2 | 0 | 2 | 10 | 14 | -4 |
| 5    | San Damiano | 0 | 2 | 0 | 2 | ?  | 14 | ?  |

### Finale
| Torino - Bra | 9 - 5 |

## Verdetti
- Torino Campione d'Italia 1917 (1º titolo)